# Quercus platycalyx
Quercus platycalyx — вид рослин з родини букових (Fagaceae), поширений у Таїланді або В'єтнамі.

## Середовище проживання
Поширений у Таїланді або В'єтнамі.